# 對習近平的負面稱呼

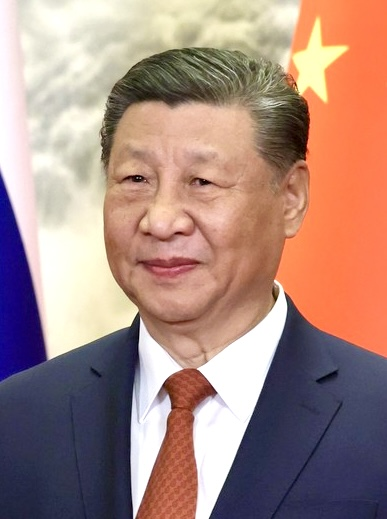
習近平的相片

习近平其人自2012年出任中共中央总书记成为最高领导人期间，因其種種争议，有一些網民以其争议事件、个人特征及姓名谐音创作了一系列负面的称呼，目的是對習近平恶搞、讽刺或表達不滿情緒。圍繞著有關习近平的负面称呼，中國大陸境外的中文互联网社區中已形成了一种独特的“辱包”亚文化。

## 谐音类

### 习禁评
大部分网络平台在提及习近平，或与之相关的内容，都会遭到关闭留言区或开启“精选评论”，于是习近平被网友称为“习禁评”。

### 细颈瓶
2019年，知乎上的一个问题“如何彻底清洗细颈瓶？”因为“涉及敏感内容”遭到平台删除。对此网友纷纷猜测是「细颈瓶」谐音接近习近平所致。

### 香蕉皮
2022年11月底白纸革命期间，据德国之声报道，网上有不少人用“香蕉皮”指代“习近平”（两者中文拼音首字母相同），用“虾苔”代指“下台”，发帖道：“香蕉皮，你睡了吗，你睡得着吗？”

### ↗↘↗及其变体
来自习近平汉语拼音xí jìn píng的读音声调，起源于2023年5月，变体包括纯阿拉伯数字（242）、emoji形态（↗️↘️↗️）、íìí等。

### 习梦撕
习近平于2012年就任中共中央总书记后，提出“中国梦”口号，在海内外引发争议。中国政府针对境内异议人士、维权人士发动了大规模打压，逾百人被拘留。批评者称之为「习梦撕」镇压，意指「习近平的中国梦已经被撕裂」。

## 历史人物类比类
2013年5月4日发行的《经济学人》杂志曾以穿著龍袍、手持香檳的習近平作為其封面，並在內文說習近平表現出的民族主義情緒好像1793年乾隆皇帝拒絕接見馬戛爾尼使团時所流露出的自大，但當時《南華早報》的经济新闻编辑陈澍認為该文是在反对習近平提出的“中國夢（被部分不同政見者稱之爲“牆國夢”）”。
在2018年3月的第十三届全國人民代表大会第一次会议上，《中华人民共和国宪法》被修改，對幹部領導職務任期的限制被廢除，美国著名记者弗里德曼隨後在《纽约时报》撰写社论，說世界進入一個威权政体的领袖開始謀求絕對權力的時代。

### 習澤東、毛澤東2.0
一些傳媒認為習近平出任中共中央總書記執掌政權後，以打擊政敵為目標進行清黨，實施個人獨裁統治，鼓吹個人崇拜，種種做法都在模仿首任黨主席毛澤東，因此稱呼習近平為「習澤東」或「毛澤東2.0」。

### 習特勒
一些媒體和批評者會以「習特勒」（Xitler）將習近平比喻為德國元首，「習」與「希」在普通話／國語諧音。2016年，一位名為權平的朝鮮族男子稱計劃穿著寫有「Xitler」的T恤上街，其後遭秘密拘捕。在香港反修例運動期間，一些塗鴉及標語以习特勒形容習近平。2020年8月1日，一段題為「习特勒？习近平效仿阿道夫·希特勒！」的7分鐘影片在印度網站Strat News Global出現，影片比較了習近平與希特勒的一些共通點，其後Strat News Global的創辦人戈卡莱稱收到中國駐印度大使館的電話，要求移除影片。

### 習奧塞斯庫、齊奧塞斯庫
齐奥塞斯库是前罗马尼亚共产党总书记和罗马尼亚前总统，执政期间推行家族式独裁统治，因生育警察政策闻名，1989年爆发革命被推翻后被判处枪决。此名称类似“习特勒”，用以表达对习近平的不满，且中华人民共和国2021年出生率下降，官方逐渐开启鼓励人口政策，由于曾经的计划生育政策带来的恐惧，让民众有怀疑中国未来是否会有类似于齐奥塞斯库一般的政策。

### 习武帝
汉武帝好大喜功，四处征伐，西汉在汉武帝手上由盛转衰，这认为和与开启“战狼外交”的习近平有相似之处，故稱「习武帝」。

### 習一尊
2018年始，中共中央開始强調“定於一尊”，習近平便被稱爲“一尊”或“習一尊”；2022年中共二十大後，隨著習近平進一步鞏固權力，習近平更被稱爲“真正一尊”。

### 總加速師
2020年始，社交網站Twitter出現「#總加速師」的主題標籤，迅速成為網絡熱詞，其對應被稱為「總設計師」的中共第二代中央领导集体核心鄧小平（全稱「改革開放與現代化建設總設計師」）或加速帝。暗喻習近平通過相繼出台的強硬措施，其結果是「把中國帶向強大與美國分庭抗禮」或「加速中國共產黨的崩潰，也把中國帶向不可知的深淵」。

### 独裁国贼
2022年10月13日，中共二十大前夕，北京海淀区中关村四通桥出现反对“动态清零”政策及习近平当局的两幅标语，其中一条写有“罢课罢工罢免独裁国贼习近平”字样，将习近平称为“独裁国贼”。

### 二次袁、袁世凯二世、袁二
2023年3月，習近平打破中共過往先例，第三次出任國家主席，任期超越建國領袖毛澤東，是中华人民共和国成立後首個任期超過十年的國家元首。批評者認為習近平此舉破壞1980年代確立的領導任期限制，為其展開終身執政、一人獨裁之路，無異於袁世凱當年復辟帝制。有人將「二次元」取其諧音，並形容習近平為袁世凱第二，因而得名「二次袁」、“袁世凯二世”、“袁二”一类称呼。另外，由於2024年中國内地不安排除夕放假被指「除夕」和「除習」音相似被懷疑不讓過除夕，亦有人借其和袁世凱類比。

## 公共政策与理念类

### 清零宗、清零帝
習近平等多次命令要以清零政策應對殺傷力弱的奥密克戎引發的新冠疫情，因為延續不斷的封鎖措施嚴重影響經濟和民生導致民怨沸騰，因而模仿清朝皇帝廟号称法（如：清高宗、清德宗等）成为「清零宗」或「清零帝」。

### 大撒币、非洲大撒幣
網民嘲諷習近平時常搞金錢外交為「撒幣」，「撒幣」為普通话中「傻屄」諧音。2018年中非合作论坛北京峰会，习近平表示，中国将免除与中国有外交关系的非洲最不发达国家、重债穷国、内陆发展中国家、小岛屿发展中国家截至2018年底到期未偿还政府间无息贷款债务。据中国外交部官网2022年8月19日发布的外交部长王毅讲话全文，中方再次免除非洲17国23笔到期的无息贷款债务，并将继续通过融资等方式，积极参与非洲重大基础设施建设，但是并没有说明涉及的款额有多少。2024年中國予非洲3600億人民幣援助，中方稱要與這些落後國家建立「命運共同體」，面對變亂交織的形勢。

## 知識水準与經歷類

### 小學博士、小学生
习近平的官方简历上的学历为：清华大学化工系工农兵学员本科、清华大学马克思主义理论与思想政治教育专业法学博士（在職研究生），但曾使習近平晉升廈門市副市長的毛泽东前秘书、持不同政见者李锐认为习近平真实水平只有小学程度。自由亚洲电台等媒体及部分中国异议人士认为习近平取得的化工系本科學歷（工农兵学员）和马克思主义理论与思想政治教育专业法学博士（在職研究生）学位存有争议。不少中文批評習近平的輿論以「小學博士」去稱呼習近平。

### 宽衣大帝、通商寬衣帝
2016年9月4日，習近平在2016年二十國集團杭州峰會（G20峰會）開幕演說時，把先秦史籍《國語·晉語四》中的「輕關易道，通商寬農」，錯讀為「通商寬衣」。這一句話的原本意思是減少關稅，整飭交通；促進貿易，寬以待農。隨後，中共中央宣傳部在網路上刪除屏蔽「通商寬農」這個成語：微博、微信公眾號、博客、論壇、貼吧等互動平台，立即對「通商寬農」以及相關事件內容屏蔽，攔截，嚴格刪除有關評論、圖片、影片和相關信息。要求各網24小時全面監控並手動清理領導人G20講話「通商寬農」口誤相關內容，不要在網站後台使用關鍵詞屏蔽方式，每兩小時向上級反饋一次最新的情況匯報。新华社等官方网站上尽管有习近平演讲的文稿，但已经将其音频中“輕關易道，通商寬农”一句移除。

### 萨格尔王
2018年3月20日，习近平在第十三届全国人民代表大会第一次会议闭幕式发表讲话时，将西藏史诗《格萨尔王》错读成“萨格尔王”。新华社对习近平讲话影片中的错误进行修动。新浪微博也立刻对习近平念错格萨尔王名称的消息、评论等展开审查，当时有一段时间无法搜到“格萨尔王”和“萨格尔王”两个词语。

### 习包子、包子、慶豐帝、庆丰大帝
2013年12月28日，习近平到北京月坛北街庆丰包子铺吃包子。此举体现了习近平亲民的形象，也有新闻媒体表示，此事是经过精心策划的表演。例如包子铺门口的停车收费员早就被告知中午需要保留停车位。
自從習到慶豐包子舖吃包子，部份人士開始以「慶豐」指代習近平，網絡盛傳一個段子比喻「慶豐（清風）就是兩袖清風」，附會習近平選擇的餐館、菜式和賬單有其深入寓意，暗示習近平「反貪」的決心。2014年開始，中國媒體出現更多以習近平領導為中心的個人宣傳，高調展現習近平的野心。
部分媒體会以調侃的口吻用绰号「習包子」指代習近平。基于同样原因，習近平还有「庆丰帝」的綽號。 2016年，一位名為權平的中國朝鮮族男子身穿寫有「習包子」和「大撒幣」的白色T恤上班，並拍照上傳至Twitter。後來遭秘密拘捕，被控煽動顛覆國家政權。2017年，山東招遠一男子在微信留言一句“习包子”，被当地法院判刑两年，后经上诉后减刑到1年10个月。
2018年2月，中共中央建議取消國家主席和副主席連續任期不得超過兩屆的規定，經第十三屆全國人民代表大會第一次會議表決通過，有網絡使用者調侃為「稱帝」、「皇帝夢」、「包子露憲」（包子露餡）、「黃袍加身」等，嘲諷習近平為「慶豐帝」，戲稱習近平2012年就任中共中央总书记為「慶豐元年」。

### 習殼郎
因生物學家王成斌在海南發現了一種新甲蟲，並取名為「習氏狼條脊甲」，以紀念習近平，這是生物學上首次以中国领导人之名來命名新物種。由於「粪」即是「屎」，習近平曾稱自己在下放插隊時，勇敢修理化糞池，最後被「滿臉噴糞」，隨即「滿臉噴糞」成為網路流行語，不久「滿臉噴糞」一詞被禁止之後，接下來又有「習殼郎之亂」，民眾藉討論「屎殼郎」之名嘲諷習近平，後衍生為「習殼郎」，這不但以「糞」與「屎」的相關性嘲諷習近平，也似乎是把習近平當作一種蟲。2016年7月11日，中國政府下令全網查刪《蟲研捷報：我國學者以「習大大」命名一甲蟲新種》一文及有關信息。在微博搜索其关键字未显示任何内容。包括微博、百度貼吧等多個互動平台也查刪攔截該甲蟲樣本圖像，並把「習殼郎」、「習甲蟲」、「習氏甲蟲」、「習大大甲蟲」、「習大蟲」等設置為禁發關鍵詞組合。在中国互联网上已無法用中文搜索到關於此甲蟲的內容。

### 扛麥郎、不換肩大帝、梁家河皇帝、二百斤、奭
中國中央電視台紀錄片《習總書記的初心》第一集“梁家河篇”中有习近平于2003年11月出任中共浙江省委书记时，接受央视专访的片段。习在片中回忆：“下雨刮风在窑洞里铡草，晚上跟着看牲口，还要去放羊，什么活都幹，到后来，扛200斤麦子，十里山路不换肩。”由于习的说法有违常理，引起苹果日报和美国之音等媒体质疑。該「扛麥郎」稱呼与中国歌手庞麦郎的名称為諧音。

### 滿臉噴糞、滿臉糞
出自2015年由《人民日報》報導2004年8月14日时任浙江省委书记的习近平接受延安电视台《我是延安人》节目专访中，畅谈自己在文革岁月中到延安梁家河下工的回憶。其中習近平表示，梁家河要解决缺煤少柴的问题首先必須要修沼气池；「第一口池子是颇费功夫。一直看到沼气池两边的水位在涨，但是就不见气出。哎，很奇怪，怎么回事？最后的原因找到了，就是那个导气管堵塞了，最后一捅开溅得我满脸喷粪啊，满脸是粪。但那个气就呼呼往上冒，我们马上就接起管子来，我们的沼气灶上就冒出一尺高的火焰来。我看再憋一阵儿，那个池子要炸了。就在那个时候，我们这个沼气池是捅开了，另外的沼气池是相隔了一两天以后也建成了，但是我们还是第一」。「滿臉噴糞」一詞因此列入小紅書的「與習近平相關之敏感詞彙」之一。

## 虚构人物隐喻類

### 习维尼、习噗噗
因迪士尼卡通角色「小熊维尼」与习近平外表体态相似，网上出现大量相关创作，自2017年7月刘晓波逝世后，相关部门加大了网络审查力度，小熊维尼被微博短暂列为违禁词。由于此事引起全球媒體關注，因此在7月18日，“小熊维尼”从违禁词列表移除。
在2018年2月，中国共产党中央委员会宣布建议修宪废除任期限制后，小熊维尼拥抱蜜罐图片又重新被禁，并且将小熊维尼重新纳入违禁词。
在臺灣，民進黨立法委員林楚茵以及主持人陳嘉行公開稱習近平為「習維尼」。
中国大陆媒体报道一则“在上海迪士尼的儿童殴打穿着小熊维尼布偶装的工作人员”相关新闻，其中标题将小熊维尼更名为“噗噗熊”被认为是刻意屏蔽词汇而为之。更有网友及政治人物（如台湾立法委员王定宇）讽刺此为习近平的新诨号—“习噗噗”。
因习近平已被用“维尼熊”暗指，习近平又喜爱足球，皇家马德里球员“维尼修斯”有时被用以暗指习近平主导修改历史（“维尼修斯”与“维尼修史”在普通话中谐音）。

### 习伯格、林伯格
即《火星鼠骑士》中的反派“林伯格”，因长相酷似习近平被广泛用于隐喻和嘲讽习近平。有一名就讀於美國明尼蘇達大學的羅姓中國留學生，因放假回中國武漢，被舉發在美國時曾在推特上轉發“林伯格”漫畫圖片，疑似嘲諷習近平，而被中國法庭判刑六个月。

## 文字遊戲

### 翠
源自微博，其含义为该字的拆解：“习卒”，“卒”即“死”，所以“翠”意思是“习去死”。随着网友对“翠”的讨论热度持续上升，甚至微博还出现了“每日祈翠超话”，引起网管注意。随即相关信息遭到“和谐”，不少网友也因转发或参与了相关话题的讨论而遭到帐号封禁。该字暂未列入“搜索禁词”，而是将搜索结果进行了精细化删除处理，目前仅能显示包含此字的人名和地名。
手機遊戲《偶像梦幻祭2》2021年2月21日在官方微博发布活动信息时，将该游戏角色“高峯翠”原本漢字“翠”隐去，使用羅馬字替代。当时主办方还特别强调，“由于特殊原因，暂时使用罗马音代替，还请各位制作人理解并友好交流，不要讨论过多无关的事情”。
微博曾有網友因擔心遊戲《寶可夢傳說 阿爾宙斯》在中國大陸可能會因遊戲中的舞台「洗翠地區」含有「翠」字而將無法在該社交平台對該遊戲進行討論，因此發文建議其他用戶以日文拼音「Hisui」代替。該貼文隨後遭到刪除。

### 毛病与恶习、毛病不改恶习难除、毛病养成恶习、毛病不改积恶成习
在习近平领导下的宣传部门大力突出和宣扬毛泽东和习近平的地位的同时，中国国内“毛病养成恶习”、“毛病不改恶习难除”、“毛病不改，积恶成习”等将习近平与毛泽东类比的说法在民间（主要是持不同政见者）当中不胫而走，“毛病不改，积恶成习”這句更因為被李锐在美国之音的訪問中引用而廣為人知，该话题在海外媒体和学者当中也成为高烧不退的热题。但是，也有媒体和学者持不同看法，认为习近平在成就方面实际上无力与毛泽东比肩，且习近平的思想实际上与毛泽东并不相同。

## 与其他中共领导人并称

### 毛習
指毛澤東與習近平。中華人民共和國第一代和第二代人民領袖，兩人終身把持最高權力，沉迷政治鬥爭，體態皆臃腫，因此並列。毛澤東思想與習近平思想同強調“黨是領導一切的”，人民日報確定習近平可以創造人間奇跡。

## 其他称呼
其他负面称呼包括：当今圣上、包包大人、习包包、清单宗、烂尾宗、習蝦苔（習下臺）、精甚帝、席尽瓶、习猪头、猪头、蠢猪、高金生、刁近平、刁大大、刁大犬、刁太太、刁太犬、刁犬犬、刁金平、刁斤干、习泽东、梁家河力王、刃近平、「勾迈伞」（或「刁迈乎」「匀迁乎」「刁近乎」「刁迁乎」「刁远陡」）、習惠帝、修宪帝、独彩者、崇禎帝、小習（或“小习子”、“小习同志”）、习二傻、习杂种、雜種書記（粤拼： 在粵語中與“習總書記”同音）、中南海大学士、總輸寄、萎大領袖、指路冥灯、总烂尾师、大撒币、非洲大撒幣、甴近平、習曱甴、甴種、袁紹、昏君等。

## 备注
1. ↑  袁世凱因懷疑「元宵」指消滅袁本人而將元宵節改名「上元節」，「元宵」改名「湯圓」。
2. ↑  简体字的“农”与“衣”字相似
3. ↑  在2020年4月4日為新冠疫情犧牲者和逝世者舉行哀悼活動以及2022年11月江澤民去世時，多個網站加上灰色濾鏡悼念，然而习近平等中央政治局常委的照片卻依然为彩色，故名。